# 中条山隧道
中条山隧道是山西运城至河南灵宝高速公路（运宝高速）的关键控制性工程，穿越了华北与华中的分界线中条山。隧道进口位于运城市盐湖区解州镇王窑头村，出口位于芮城县陌南镇石坡村，属上下行分离式高速公路隧道。进口（运城）段由武警交通九支队负责施工，出口（芮城）段由中铁二十局六公司负责施工，于2010年3月开工建设，2014年6月26日左线贯通，7月28日右线贯通。
隧道左线起讫桩号为YK5+676.108-YK15+347.050，进口段位于半径3200米的圆曲线上，出口段位于半径3200米的圆曲线上，洞身段位于直线上，全长9670.942米；右线起讫桩号为YK5+679-YK15+350，进口段位于半径2800米的圆曲线上，出口段位于半径3600米的圆曲线上，洞身段位于直线上，全长9671米；隧道纵坡均为1.883%，南北落差为182.6米，最大埋深681米，属深埋特长公路隧道。隧道净宽10.25米，净高5米，通风形式采用2个竖井、1个斜井纵向送排式，其中1号竖井深319米、直径7.8米，2号竖井深396米、直径6.9米；照明形式采用高压钠灯。洞内每750米设车行横洞和紧急停车带各1处，每450米设人行横洞1处，隧道内共有车行横洞12处，紧急停车带24处，人行横洞16处；隧道内路面均采用2%的单向横坡。
2022年5-6月，中条山隧道完成了提质升级工程，包括：隧道内混凝土路面升级为沥青路面、照明设备升级为LED灯具及智能化后台控制系统、进出口加装卡口摄像机、雷达及洞口轮廓灯。